# Виноградский, Александр Николаевич (дирижёр)
Алекса́ндр Никола́евич Виногра́дский (1855—1912) — русский музыкальный деятель, дирижёр, председатель Киевского отделения Русского музыкального общества в 1888—1912 годах. Первый исполнитель и пропагандист 1-й симфонии В. С. Калинникова.

## Биография
Сын крупного землевладельца, учредителя Киевского земельного банка Николая Константиновича Виноградского и жены его Натальи Викторовны Скоропадской. Землевладелец Каменецкого и Проскуровского уездов Подольской губернии (1783 десятины при селе Кутковцы и 1078 десятин при селе Бедриковцы). Младший брат Сергей — известный микробиолог.
Окончил Киевскую 2-ю гимназию и университет Святого Владимира по юридическому факультету (1876). С гимназических лет много занимался музыкой. По окончании университета отправился в Санкт-Петербург и поступил на службу в Министерство финансов. Одновременно продолжал музыкальное образование: учился по классу фортепиано в Московской консерватории у Н. Г. Рубинштейна, а затем теории композиции в Петербургской консерватории у H. Ф. Соловьева. Некоторое время занимался под руководством М. А. Балакирева.
Свою музыкальную карьеру начал в Саратове, куда был командирован в качестве временно-заведывающего делами Саратовско-Симбирского земельного банка. В 1884—1886 годах был дирижёром симфонических концертов Саратовского отделения Русского музыкального общества, одновременно состоя членом дирекции местного отделения. По воспоминаниям И. Я. Славина, Виноградский часто брал на себя организационные расходы, из личных средств оплачивал приглашение музыкантов из других городов и покупку необходимых музыкальных инструментов.
В 1887 году вернулся в Киев, где занимал должность члена правления Киевского земельного банка и состоял в дирекции нескольких сахарных заводов. 29 мая 1888 года был избран членом дирекции Киевского отделения РМО на место умершего Н. А. Ригельмана, а 19 октября того же года принял пост председателя отделения, каковой и занимал до конца своей жизни. С 1889 года стал бессменным дирижёром симфонических концертов отделения, число которых благодаря энергии Виноградского возросло с 3—4 до 8—9 в год. Сталкиваясь с недостатком ассигнованных средств или непредвиденными расходами, он оплачивал все затраты за собственный счет. Привлекал к участию в концертах многих известных исполнителей: Шаляпина, Л. Ауэра, И. Гофмана, Е. Изаи, Ф. Крейслера, а также композиторов Чайковского (1891) и Рахманинова (1911). Впервые в России исполнил многие произведения русских и зарубежных композиторов, в том числе В. С. Калинникова, В. В. Пухальского, Э. Лало, А. Дворжака, С. Франка, К. Сен-Санса, З. Фибиха, К. Синдинга и М. Бруха. Музыковед В. В. Пасхалов отмечал, что Виноградский не боялся выступать с произведениями молодых авторов, если считал их талантливыми. Кроме того, познакомил киевлян с такими редко исполняемыми произведениями, как «Манфред» Шумана, «Сон в летнюю ночь» Мендельсона и «Месса» Бетховена.
Благодаря активной концертной деятельности Виноградского Киев приобрел значение одного из крупнейших музыкальных центров страны, а сам Александр Николаевич стал получать приглашения на гастроли от других отделений Русского музыкального общества. В разные годы он дирижировал концертами в Санкт-Петербурге, Москве, Одессе, Харькове, Саратове и других городах России. Был избран почетным членом Саратовского и Киевского отделений РМО. Во время пребывания императора Николая II в Киеве в 1896 году Виноградский управлял симфоническим концертом, данным в Высочайшем присутствии 21 августа 1896 года.
Первым познакомил публику с симфоническим дарованием В. С. Калинникова. Заинтересовавшись сочинением молодого композитора, он исполнил его 1-ю симфонию 8 февраля 1897 года в Киеве на очередном симфоническом концерте Общества. Симфония имела огромный успех, и киевская публика пожелала услышать её вновь на следующем концерте. Второе исполнение g-moll’ной симфонии состоялось 1 апреля того же года. Свою 2-ю симфонию Калинников посвятил Виноградскому, её премьера состоялась в Киеве 28 февраля 1898 года и также прошла весьма успешно. Однако это произведение Виноградский оценивал не так высоко и, продемонстрировав его несколько раз, перестал включать в программу своих концертов. В то же время он с неизменным успехом продолжал пропагандировать 1-ю симфонию Калинникова: на русском концерте в бетховенском зале Берлинской филармонии (1899), на восьмом симфоническом собрании РМО в Санкт-Петербурге (1899), на филармоническом концерте в Вене (1899), на Всемирной выставке в Париже (1900) и в Лейпциге (1900).
В последние годы практически не выступал за дирижёрским пультом вследствие конфликта Киевского отделения РМО с городской управой, а также из-за ухудшившегося здоровья. Последний концерт под управлением Виноградского состоялся 17 апреля 1912 года. Умер в 1912 году после тяжкой сердечной болезни. Был похоронен на Аскольдовой могиле.
По завещанию Виноградского его вдова Лидия Михайловна передала дирекции Киевского отделения РМО капитал в 40000 рублей наличными, из которых 25 тысяч — на образование неприкосновенного капитала имени А. Н. Виноградского для выдачи пособий беднейшим учащимся консерватории, а 15 тысяч — для учреждения стипендий имени Арочки Виноградской (дочери Виноградских Марии (Арочки), умершей в 1903 году). Со своей стороны Лидия Михайловна пожертвовала отделению обстановку кабинета её мужа, а также библиотеку нот и книг покойного с тем, чтобы она считалась библиотекой имени Александра Николаевича Виноградского.